# Сухой Балакуль
Сухой Балакуль (также Сухой Балаколь) — солёное озеро, расположенное в Тобол-Ишимском междуречье, в Лебяжьевском районе Курганской области, к восток-юго-востоку от озера Суерское и к северо-востоку от озера Калтык.

## Общие сведения
Площадь озера составляет 12,2 км² (по другим данным — 11,581 км²). Высота над уровнем моря — 128,4 м. Длина озера около 4,55 км, ширина в центральной части достигает 3,25 км.

## Описание
Водоём имеет овальную форму, вытянутую в меридиональном направлении. Береговая линия слабо изрезана. Значительных притоков не имеет, питание озера происходит за счет атмосферных осадков. Берега низкие, заросшие камышом, часто заболоченные. К западу от озера — участки берёзового леса. Имеется потенциал использования лечебных грязей озера, прогнозных объём которых оценивается в 1 млн м³. Ближайшие населённые пункты находятся к западу от озера: деревни Балакуль и Урожайная.